# Shaw-sziget
A Shaw-sziget az Amerikai Egyesült Államok Washington államának San Juan megyéjében fekszik.
A helyi iskola Washington állam leghosszabb ideje működő oktatási intézménye, emellett egy könyvtár és egy múzeum is megtalálható. A szigeten három kolostor is volt.
A Washingtoni Egyetem a területen tájvédelmi körzetet tart fenn. Az elnök emberei televíziós sorozat egy epizódja a szigeten játszódik.

## Fordítás
- Ez a szócikk részben vagy egészben  a   Shaw Island című angol Wikipédia-szócikk ezen változatának fordításán alapul.  Az eredeti cikk szerkesztőit annak laptörténete sorolja fel. Ez a jelzés csupán a megfogalmazás eredetét és a szerzői jogokat jelzi, nem szolgál a cikkben szereplő információk forrásmegjelöléseként.